# قائمة رؤساء مجلس الشورى المصري
قائمة رؤساء مجلس الشورى المصري، منذ تأسيسه في 19 أبريل 1979 حتى حله في 5 يوليو 2013.
1. محمد صبحي عبد الحكيم من 1980 إلى 1985 أول رئيس لمجلس الشورى بعد تأسيسه عام 1979.
2. علي لطفي من 1986 إلى 1989 كان رئيس وزراء مصر من 4 سبتمبر 1985 حتى 9 نوفمبر 1986.
3. مصطفى كمال حلمي من 24 يونيو 1989 إلى 23 يونيو 2004
4. صفوت الشريف من 2004 إلى 2011	كان أقوى من تولى المنصب ، بالإضافة لتوليه وزارة الإعلام لعشر سنوات.
5. أحمد فهمي من 2012 إلى يوليو 2013، كان آخر من تولى المنصب، حتى حل المجلس في 13 يوليو 2013.

وعقب عزل الرئيس محمد مرسي تم حل مجلس الشورى أيضًا ، وذلك بعد أن أصدرت المحكمة الدستورية قرارًا بحل مجلس الشعب لعدم دستورية قانون الانتخابات، فتم تعطيل أيضًا «الشورى»، وأثناء قيام لجنة الخمسين لكتابة الدستور بعملها، قررت اللجنة، إلغاء مجلس الشورى، لعدم أهميته وضرورة صلاحياته، في 5 يوليو 2013.